# 湘潭市
湘潭市（しょうたん-し）は、中華人民共和国湖南省に位置する地級市。初代中国共産党主席毛沢東の出身地である。

## 地理
湖南省中部、湘江中流域に位置する。北は寧郷市、望城区、長沙県と、南は衡東県、衡山県と、東は株洲市区と、西は双峰県、漣源市とそれぞれ接している。
長沙市・株洲市・湘潭市を含む「長株潭都市圏」は人口1,600万人を超える都市圏であり、中国有数の重工業地帯である。

## 歴史
初めて湘潭県が建置されたのは唐代であり、現在までその名称が使用されている。1958年9月に地級市に昇格した。
古来から湖南省中部の商業都市として発展し、17世紀初めから、“米市”と“薬の都”とされてきた。また、蓮の栽培が盛んなため、“蓮の郷”と呼ばれている。
1958年から1960年、国家は湘潭へ4.497億元の工業投資を行い、商業の町から工業都市へと発展を遂げた。
1983年8月の合併で湘潭・湘郷両県と雨湖・湘江・岳塘・板塘・郊区の5区に整理された。
1984年12月、韶山は再び湘潭市の管轄に入り、1986年9月、湘郷県は県級市に昇格した。
1990年12月、韶山区は県級市に改編。
1992年6月、湘潭市は5区を雨湖・岳塘の2市轄区に整理。湘潭市は湘潭県・湘郷市・韶山市・雨湖区・岳塘区を管理する形となった。

## 行政区画

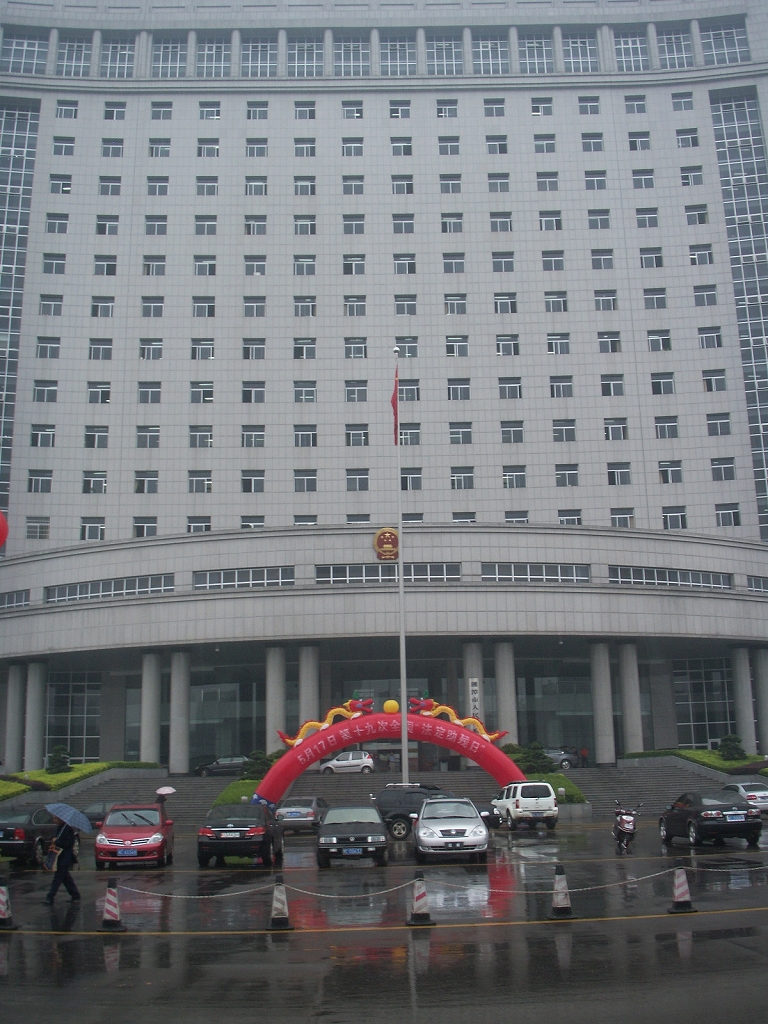
湘潭市政府

2市轄区・2県級市・1県を管轄下に置く。
- 市轄区:
  - 岳塘区・雨湖区
- 県級市:
  - 湘郷市・韶山市
- 県:
  - 湘潭県

| 湘潭市の地図                       |
| ---------------------------------- |
| 雨湖区 岳塘区 湘潭県 湘郷市 韶山市 |

### 年表
この節の出典

#### 湘潭地区
- 1952年9月24日 - 湖南省長沙専区が湘潭専区に改称。(2市9県)
- 1952年11月13日 - 衡陽専区茶陵県・攸県、益陽専区寧郷県を編入。(2市12県)
- 1955年4月 - 岳陽県の一部が湖北省荊州専区監利県に編入。(2市12県)
- 1956年11月30日 - 株洲市が地級市の株洲市に昇格。(1市12県)
- 1959年3月22日 (1市11県)
  - 郴県専区酃県が茶陵県に編入。
  - 望城県が長沙県に編入。
- 1959年3月31日 (1市9県)
  - 長沙県が長沙市に編入。
  - 湘潭県が湘潭市に編入。
- 1961年7月9日 (2市11県)
  - 岳陽県の一部が分立し、岳陽市が発足。
  - 茶陵県の一部が分立し、酃県が発足。
  - 湘潭市の一部が分立し、湘潭県が発足。
- 1962年10月20日 - 岳陽市が岳陽県に編入。(1市11県)
- 1962年10月30日 - 寧郷県が益陽専区に編入。(1市10県)
- 1964年9月22日 - 岳陽県・平江県・臨湘県・湘陰県が岳陽専区に編入。(1市6県)
- 1965年7月10日 - 邵陽専区湘郷県を編入。(1市7県)
- 1968年12月12日 - 湘潭県・湘郷県の各一部が合併し、地級行政区の韶山区となる。(1市7県)
- 1970年 - 湘潭専区が湘潭地区に改称。(1市7県)
- 1980年2月20日 - 湘潭市が地級市の湘潭市に昇格。(7県)
- 1981年1月12日 - 韶山区が湘潭県に編入。(7県)
- 1983年2月8日 
  - 瀏陽県が長沙市に編入。
  - 攸県・茶陵県・酃県・醴陵県が株洲市に編入。
  - 湘潭県・湘郷県が湘潭市に編入。

#### 韶山区
- 1968年12月12日 - 湘潭専区湘潭県・湘郷県の各一部が合併し、韶山区が発足。(1区)
- 1981年1月12日 - 韶山区が湘潭地区湘潭県に編入。

#### 湘潭市
- 1980年2月20日 - 湘潭地区湘潭市が地級市の湘潭市に昇格。雨湖区・湘江区・岳塘区・板塘区・郊区を設置。(5区)
- 1983年2月8日 - 湘潭地区湘潭県・湘郷県、婁底地区婁底市・双峰県・漣源県を編入。(6区4県)
  - 婁底市が区制施行し、婁底区となる。
- 1983年7月13日 - 婁底区・双峰県・漣源県が婁底地区に編入。(5区2県)
- 1984年5月22日 - 湘潭県の一部が分立し、韶山区が発足。(6区2県)
- 1984年7月11日 - 湘潭県の一部が郊区に編入。(6区2県)
- 1986年9月12日 - 湘郷県が市制施行し、湘郷市となる。(6区1市1県)
- 1990年12月26日 - 韶山区が市制施行し、韶山市となる。(5区2市1県)
- 1992年6月25日 (2区2市1県)
  - 雨湖区・湘江区および郊区の一部が合併し、雨湖区が発足。
  - 岳塘区・板塘区および郊区の残部が合併し、岳塘区が発足。
- 2010年2月4日 - 湘潭県の一部が雨湖区に編入。(2区2市1県)
- 2012年5月10日 - 湘郷市の一部が韶山市に編入。(2区2市1県)

## 姉妹都市・友好都市

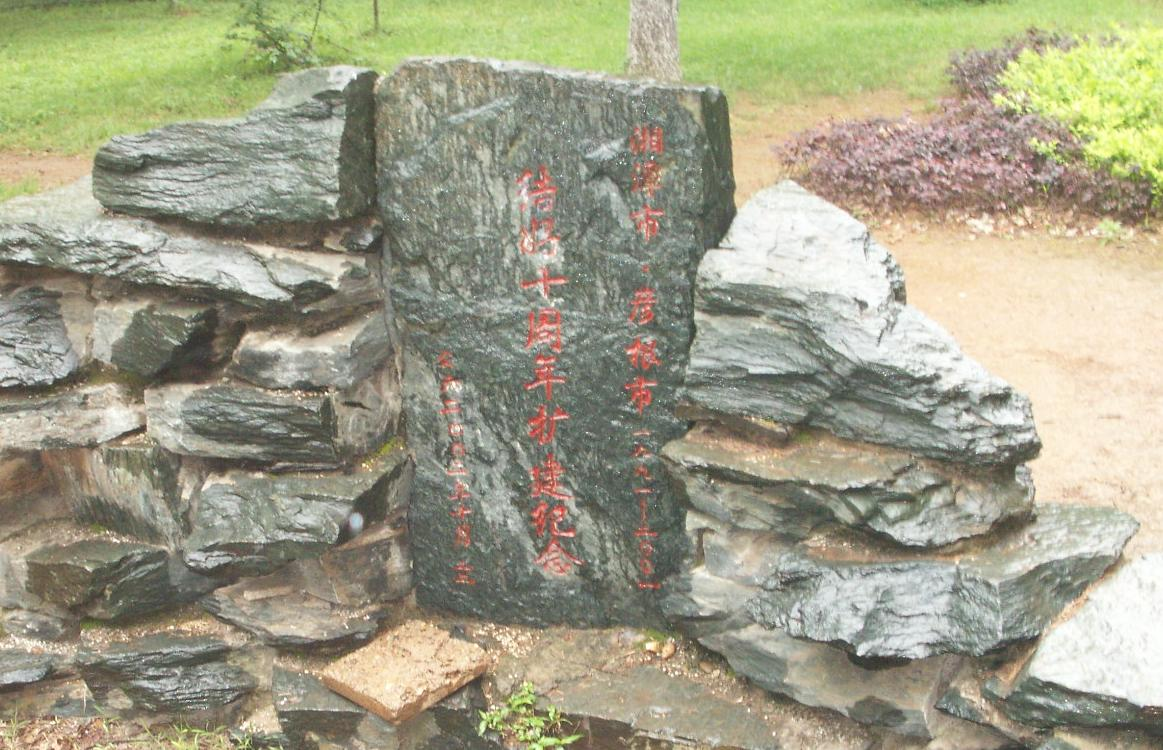
湘潭・彦根10周年記念碑

- 彦根市（日本）1991年11月1日
- サウス・エルモンテ（アメリカ合衆国）1991年11月1日
- ビエンホア（ベトナム）2001年11月24日
- ルーツィク（ウクライナ）2003年10月1日

## 観光地

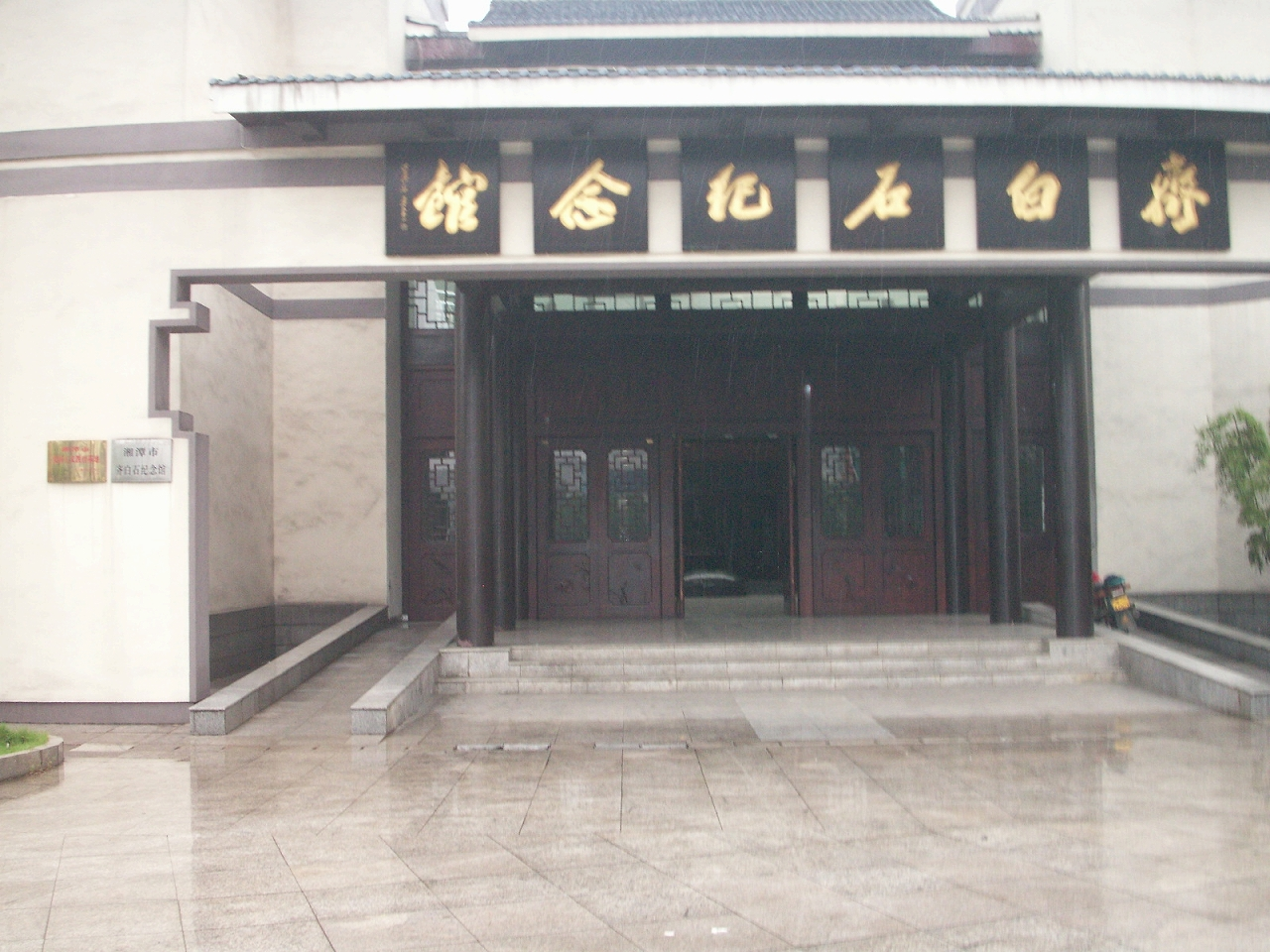
斉白石記念館

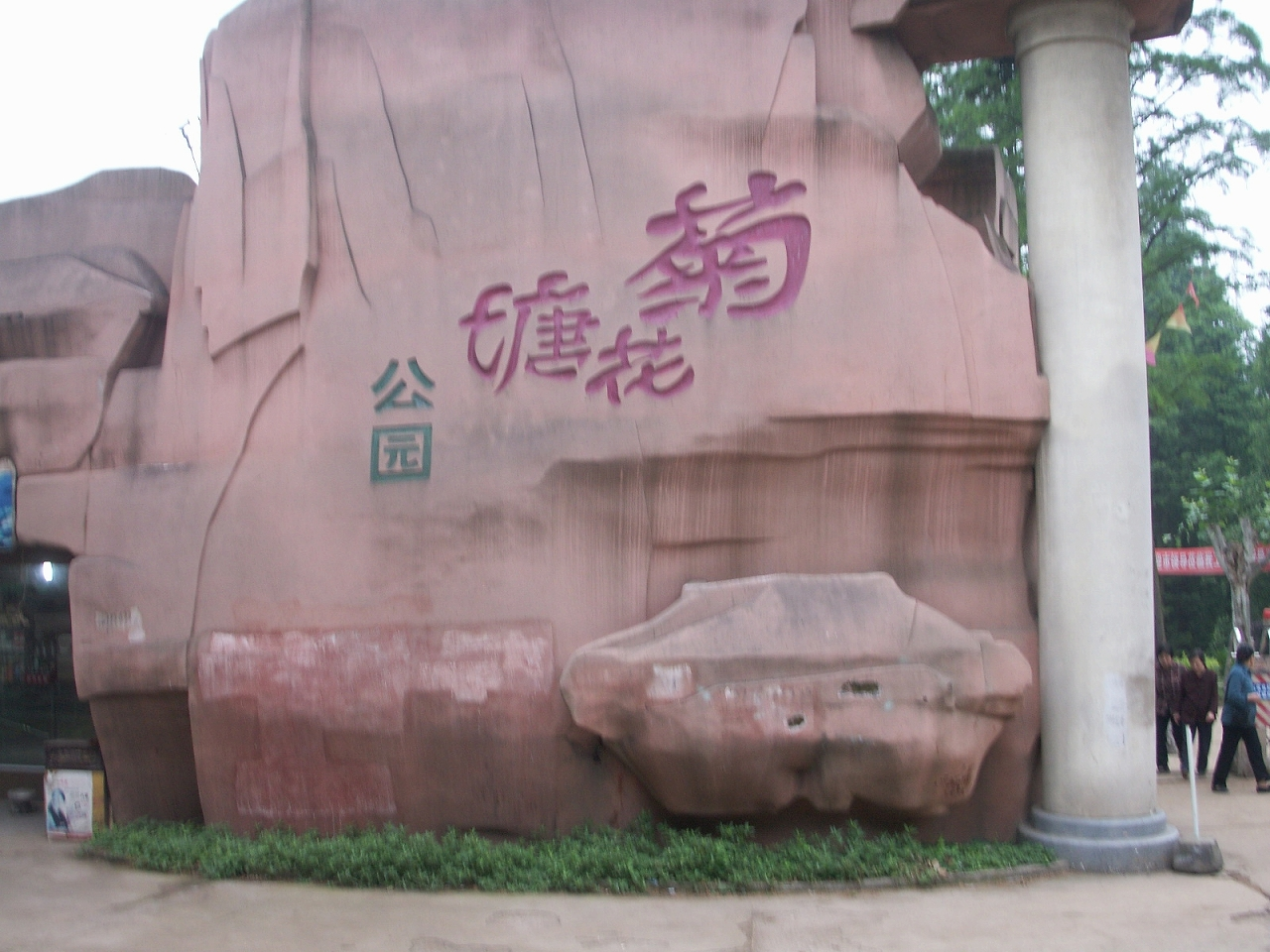
菊花塘公園

- 毛沢東記念館
- 滴水洞景区
- 黒石寨景区
- 斉白石記念館
- 斉白石故居
- 東方紅広場
- 菊花塘公園
- 楊梅洲水上公園
- 彭徳懐記念館
- 隠山湖
- 周小舟故居
- 昭山風景名勝区
- 暁霞山
- 五龍山大杰寺
- 黄公略故居
- 湘潭農博園
- 東台山国家森林公園
- 欧亜紅提園
- 88万m2荷花観賞基地
- 湖南水府旅遊区
- 曽国藩故居
- 陳賡、譚政故居